# Costituzione imperiale
Una costituzione imperiale - in latino constitutio principis - è, nel diritto romano, una decisione con valore legge, promulgata dall'imperatore nell'esercizio delle sue funzioni. 

## Tipologia
Essa può prender la forma d'una serie di ordinanze o pronunciamenti:
- decreto
- editto
- epistola
- mandato
- rescritto.

## Definizione
Di esse Gaio, nelle sue Istituzioni (G.1.5), dà la seguente definizione: 

Nelle Institutiones di Giustiniano la costituzione imperiale non ha più valore pari alla legge, ma è essa stessa legge, essendo ormai tutto il potere legislativo accentrato nelle mani dell'imperatore. Troviamo dunque nel brano I. 1.2.6, del giurista Ulpiano: 
Il senso dell'interpretazione di Ulpiano è che l'imperatore è il depositario dell'intero potere di legiferare, la cui legittimazione viene direttamente dall'esercitare il suo ruolo in nome del populus, che è considerato, almeno solo nominalmente, il vero detentore del potere dello Stato (ora imperiale, un tempo la vecchia e defunta res publica). Il principe in altri termini non è che l'esecutore - e il libero mediatore - della volontà del popolo, malgrado egli di fatto non abbia alcun potere diretto di influenzare le decisioni, che rimangono inappellabili, dell'imperatore.